# Mozena arizonensis
Mozena arizonensis är en insektsart som beskrevs av Ruckes 1955. Mozena arizonensis ingår i släktet Mozena och familjen bredkantskinnbaggar. Inga underarter finns listade i Catalogue of Life.